# 奥田新町
奥田新町（おくだしんまち）は、富山県富山市の公称町名である。郵便番号は930-0075。富山駅から北側に300m程度と至近であり中層ビルが複数見られる。

## 地理
いたち川の北側に集落が存在している。

### 河川
- いたち川

## 歴史
- 1889年（明治22年）4月1日 - 町村制施行に伴い上新川郡奥田村、鶴田村、上奥井村、窪村、西上赤江村、西下赤江村、上奥井新村、下奥井村、西川原村、奥田上新村、奥田下新村、下奥井新村、西田村、中島村、下桑原村、粟田村、西稲荷村、東田地方村、西双代村が合併し、奥田村が発足。
- 1935年（昭和10年）4月1日 - 富山市に編入。

## 世帯数と人口
2021年（令和3年）9月30日現在の世帯数と人口は以下の通りである。
| 町丁     | 世帯数  | 人口  |
| -------- | ------- | ----- |
| 奥田新町 | 205世帯 | 131人 |

## 小・中学校の学区
市立小・中学校に通う場合、学区は以下の通りとなる。
| 番地 | 小学校             | 中学校             |
| ---- | ------------------ | ------------------ |
| 全域 | 富山市立奥田小学校 | 富山市立奥田中学校 |

## 交通

### 鉄道
- ■富山地方鉄道富山港線
  - 龍谷富山高校前（永楽町）停留場

## 施設
- 奥田地区センター
- ボルファート富山
- 楽翠亭美術館
- 国土交通省北陸地方整備局富山河川国道管理所

## 参考出典
- 平凡社地方資料センター 編『富山県の地名 日本歴史地名大系 第16巻』平凡社、1994年。ISBN 4582910084。